# 里坝镇
里坝镇，是中华人民共和国四川省南充市嘉陵区下辖的一个乡镇级行政单位。

## 行政区划
里坝镇下辖以下地区：
攀桂湾村、集佛俺村、花土地村、猫儿田村、黄楝垭村、庄子坝村、大桥村、任家沟村、三圣墓村和金龟寺村。